# Norbert Schemansky
Norbert „Norb” Schemansky (ur. 30 maja 1924 roku w Detroit, zm. 7 września 2016 w Dearborn) – amerykański sztangista polskiego pochodzenia, czterokrotny medalista igrzysk olimpijskich, sześciokrotny medalista mistrzostw świata oraz złoty medalista igrzysk panamerykańskich.

## Kariera
Pierwszy sukces osiągnął w 1947 roku, kiedy zdobył srebrny medal w wadze ciężkiej na mistrzostwach świata w Paryżu. W zawodach tych rozdzielił na podium swego rodaka Johna Davisa oraz Václava Bečvářa z Czechosłowacji. Srebrny medal zdobył też na igrzyskach olimpijskich w Londynie w 1948 roku, gdzie o 27,5 kg wyprzedził go Davis.
W kolejnych latach Schemansky startował w wadze półciężkiej, zdobywając między innymi złote medale podczas mistrzostw świata w Mediolanie w 1951 roku i rozgrywanych dwa lata później mistrzostw świata w Sztokholmie. W międzyczasie wystąpił na igrzyskach olimpijskich w Helsinkach, gdzie także zwyciężył, ustanawiając jednocześnie nowy rekord świata. Z wynikiem 445 kg pokonał tam Grigorija Nowaka z ZSRR (410 kg) i Lennoxa Kilgoura z Trynidadu i Tobago (402,5 kg).
Od 1954 roku ponownie startował w wadze ciężkiej, zdobywając złoty medal na mistrzostwach świata w Wiedniu. Wyprzedził tam kolejnego reprezentanta USA – Jamesa Bradforda i Austriaka Franza Hölbla. W 1955 roku zdobył złoto na igrzyskach panamerykańskich w Meksyku. W połowie lat 50' doznał kontuzji pleców, która wyeliminowała go ze startu na igrzyskach olimpijskich w Melbourne w 1956 roku. Kolejny medal zdobył w 1960 roku, zajmując trzecie miejsce w wadze ciężkiej podczas igrzysk w Rzymie. Wyprzedzili go tam jedynie Jurij Własow z ZSRR i James Bradford. Następnie zajmował drugie miejsce na mistrzostwach świata w Budapeszcie w 1962 roku i mistrzostwach świata w Sztokholmie rok później, w obu przypadkach plasując się za Własowem. Ostatnie sukcesy osiągnął w 1964 roku, kiedy na igrzyskach olimpijskich w Tokio, w wieku 40 lat, zdobył brązowy medal w wadze ciężkiej (podnosząc 537,5 kg). Zawody te wygrał Łeonid Żabotynśkyj z ZSRR z wynikiem 572,5 kg, a drugi był Własow, podnosząc 570 kg. Wywalczył tam jednocześnie brązowy medal mistrzostw świata, gdyż latach 1964–1984 wyniki igrzysk olimpijskich były jednocześnie wynikami mistrzostw świata.
W 1964 roku został pierwszym sztangistą w historii, który zdobył cztery medale olimpijskie. Łącznie ustanowił 13 oficjalnych rekordów świata: 4 w rwaniu, 5 w podrzucie i 4 w trójboju.
Podczas kariery sportowej pracował dorywczo, co często nie wystarczało by utrzymać rodzinę. Po zakończeniu kariery sportowej w 1972 roku pracował jako inżynier.
W czasie II wojny światowej brał udział w ofensywie w Ardenach.
Wraz z żoną, Bernice, doczekał się czwórki dzieci, dziesięciorga wnucząt i szesnastu prawnucząt.